# Христо Боснев
Христо Георгиев Боснев е български офицер, генерал-майор.

## Биография
Роден е на 11 април 1894 г. в Пловдив. През 1913 г. завършва Военното училище в София. Започва службата си в трети планински артилерийски полк. Служил е в осми артилерийски полк, пето артилерийско отделение и втора интендантска дружина. През 1925 г. излиза в запас. През 20-те години учи медицина във Виена и Грац. Става лекар на шести пехотен полк. От 1934 г. е дивизионен лекар в дивизионната военна болница във Враца. По-късно е армейски лекар на втора армия. В периода 1938 – 1944 г. е Началник на Военносанитарната служба при Военното министерство. През 1945 г. е осъден е от IV състав на народния съд. През 1964 г. се опитва да получи амнистия, но тя му е отказана.

## Военни звания
- Подпоручик (1913)
- Поручик (2 август 1915)
- Капитан (18 септември 1917)
- Майор (?)
- Подполковник (?)
- санитарен Полковник (1938)
- санитарен Генерал-майор (194?)